# Lista de prêmios e indicações recebidos por Sylvester Stallone
Esta é uma lista com os prêmios ganhos e indicações recebidas por Sylvester Stallone.

## Prêmios e indicações
| Academy Awards | Academy Awards            | Academy Awards | Academy Awards | Academy Awards          |
| Ano            | Filme                     | Resultado      | Prêmio         | Categoria               |
| -------------- | ------------------------- | -------------- | -------------- | ----------------------- |
| 1977           | Rocky                     | Indicado       | Oscar          | Melhor ator             |
| 1977           | Rocky                     | Indicado       | Oscar          | Melhor roteiro original |
| 2016           | Creed: Nascido Para Lutar | Indicado       | Oscar          | Melhor Ator Coadjuvante |

| Academy of Science Fiction, Fantasy & Horror Films | Academy of Science Fiction, Fantasy & Horror Films |
| Ano                                                | Prêmio                                             |
| -------------------------------------------------- | -------------------------------------------------- |
| 1997                                               | Lifetime Achievement Award                         |

| BAFTA Awards | BAFTA Awards | BAFTA Awards | BAFTA Awards     | BAFTA Awards   |
| Ano          | Filme        | Resultado    | Prêmio           | Categoria      |
| ------------ | ------------ | ------------ | ---------------- | -------------- |
| 1978         | Rocky        | Nomeado      | BAFTA Film Award | Melhor ator    |
| 1978         | Rocky        | Nomeado      | BAFTA Film Award | Melhor roteiro |

| César Awards | César Awards    |
| Ano          | Prêmio          |
| ------------ | --------------- |
| 1992         | Honorário César |

| David di Donatello Awards | David di Donatello Awards | David di Donatello Awards | David di Donatello Awards | David di Donatello Awards |
| Ano                       | Filme                     | Resultado                 | Prêmio                    | Categoria                 |
| ------------------------- | ------------------------- | ------------------------- | ------------------------- | ------------------------- |
| 1977                      | Rocky                     | Vencido                   | David                     | Melhor ator estrangeiro   |

| Golden Apple Awards | Golden Apple Awards | Golden Apple Awards | Golden Apple Awards |
| Ano                 | Resultado           | Prêmio              | Categoria           |
| ------------------- | ------------------- | ------------------- | ------------------- |
| 1985                | Vencido             | Sour Apple          |                     |
| 1996                | Nomeado             | Golden Apple        | Astro do ano        |
| 1997                | Vencido             | Golden Apple        | Astro do ano        |

| Golden Camera | Golden Camera | Golden Camera | Golden Camera             |
| Ano           | Resultado     | Prêmio        | Categoria                 |
| ------------- | ------------- | ------------- | ------------------------- |
| 2004          | Vencido       | Golden Camera | Melhor ator internacional |

| Golden Globes | Golden Globes | Golden Globes | Golden Globes | Golden Globes           |
| Ano           | Filme         | Resultado     | Prêmio        | Categoria               |
| ------------- | ------------- | ------------- | ------------- | ----------------------- |
| 1977          | Rocky         | Nomeado       | Golden Globe  | Melhor ator - drama     |
| 1977          | Rocky         | Nomeado       | Golden Globe  | Melhor roteiro          |
| 2016          | Creed         | Vencido       | Golden Globe  | Melhor ator coadjuvante |

| Hasty Pudding Theatricals | Hasty Pudding Theatricals |
| Ano                       | Prêmio                    |
| ------------------------- | ------------------------- |
| 1986                      | Personalidade do ano      |

| Kansas City Film Critics Circle Awards | Kansas City Film Critics Circle Awards | Kansas City Film Critics Circle Awards | Kansas City Film Critics Circle Awards | Kansas City Film Critics Circle Awards |
| Ano                                    | Filme                                  | Resultado                              | Prêmio                                 | Categoria                              |
| -------------------------------------- | -------------------------------------- | -------------------------------------- | -------------------------------------- | -------------------------------------- |
| 1977                                   | Rocky                                  | Vencido                                | KCFCC Award                            | Melhor ator                            |

| Palm Springs International Film Festival | Palm Springs International Film Festival |
| Ano                                      | Prêmio                                   |
| ---------------------------------------- | ---------------------------------------- |
| 1998                                     | Desert Palm Achievement Award            |

| People's Choice Awards | People's Choice Awards | People's Choice Awards | People's Choice Awards |
| Ano                    | Resultado              | Prêmio                 | Categoria              |
| ---------------------- | ---------------------- | ---------------------- | ---------------------- |
| 1986                   | Vencido                | People's Choice Award  | Ator mais popular      |

| Razzie Awards | Razzie Awards                                                                                           | Razzie Awards | Razzie Awards | Razzie Awards         |
| Ano           | Filme                                                                                                   | Resultado     | Prêmio        | Categoria             |
| ------------- | --- | ------------- | ------------- | --------------------- |
| 1985          | Rhinestone                                                                                              | Nomeado       | Razzie Award  | Pior roteiro          |
| 1985          | Rhinestone                                                                                              | Vencido       | Razzie Award  | Pior ator             |
| 1986          | Rocky IV                                                                                                | Nomeado       | Razzie Award  | Pior roteiro          |
| 1986          | Rambo: First Blood Part II                                                                              | Vencido       | Razzie Award  | Pior roteiro          |
| 1986          | Rocky IV                                                                                                | Vencido       | Razzie Award  | Pior diretor          |
| 1986          | Rambo: First Blood Part II                                                                              | Vencido       | Razzie Award  | Pior ator             |
| 1987          | Cobra                                                                                                   | Nomeado       | Razzie Award  | Pior roteiro          |
| 1987          | Cobra                                                                                                   | Nomeado       | Razzie Award  | Pior ator             |
| 1988          | Over the Top                                                                                            | Nomeado       | Razzie Award  |                       |
| 1989          | Rambo III                                                                                               | Nomeado       | Razzie Award  | Pior roteiro          |
| 1989          | Rambo III                                                                                               | Vencido       | Razzie Award  | Pior ator             |
| 1990          | Lock Up                                                                                                 | Nomeado       | Razzie Award  | Pior ator             |
| 1990          | Cobra, Lock Up, Over the Top, Rambo: First Blood Part II, Rambo III, Rocky IV, Rhinestone, Tango & Cash | Vencido       | Razzie Award  | Pior ator da década   |
| 1991          | Rocky V                                                                                                 | Nomeado       | Razzie Award  | Pior roteiro          |
| 1991          | Rocky V                                                                                                 | Nomeado       | Razzie Award  | Pior ator             |
| 1992          | Oscar                                                                                                   | Nomeado       | Razzie Award  |                       |
| 1993          | Stop! Or My Mom Will Shoot                                                                              | Vencido       | Razzie Award  |                       |
| 1994          | Cliffhanger                                                                                             | Nomeado       | Razzie Award  | Pior roteiro          |
| 1995          | The Specialist                                                                                          | Nomeado       | Razzie Award  | Pior ator             |
| 1995          | The Specialist                                                                                          | Vencido       | Razzie Award  | Worst Screen Couple   |
| 1996          | Assassins                                                                                               | Nomeado       | Razzie Award  | Pior ator             |
| 1997          | Daylight                                                                                                | Nomeado       | Razzie Award  | Pior ator             |
| 1999          | An Alan Smithee Film: Burn Hollywood Burn                                                               | Nomeado       | Razzie Award  | Pior ator coadjuvante |
| 2000          | | Vencido       | Razzie Award  | Pior ator do século   |
| 2001          | Get Carter                                                                                              | Nomeado       | Razzie Award  | Pior ator             |
| 2002          | Driven                                                                                                  | Nomeado       | Razzie Award  | Pior ator coadjuvante |
| 2002          | Driven                                                                                                  | Nomeado       | Razzie Award  | Pior roteiro          |
| 2002          | Driven                                                                                                  | Nomeado       | Razzie Award  | Worst Screen Couple   |
| 2004          | Spy Kids 3-D: Game Over                                                                                 | Vencido       | Razzie Award  | Pior ator coadjuvante |

| ShoWest Convention | ShoWest Convention | ShoWest Convention   |
| Ano                | Prêmio             | Categoria            |
| ------------------ | ------------------ | -------------------- |
| 1979               | Special Award      | Estrela do ano       |
| 1984               | Special Award      | Estrela das estrelas |

| Stockholm Film Festival | Stockholm Film Festival | Stockholm Film Festival | Stockholm Film Festival | Stockholm Film Festival |
| Ano                     | Filme                   | Resultado               | Prêmio                  | Categoria               |
| ----------------------- | ----------------------- | ----------------------- | ----------------------- | ----------------------- |
| 1979                    | Cop Land                | Vencido                 | Best Actor              | Melhor ator             |

| Walk of Fame | Walk of Fame             |
| Ano          | Prêmio                   |
| ------------ | ------------------------ |
| 1983         | Star on the Walk of Fame |

| World Stunt Awards | World Stunt Awards    |
| Ano                | Prêmio                |
| ------------------ | --------------------- |
| 2005               | Taurus Honorary Award |

| Writers Guild of America | Writers Guild of America | Writers Guild of America | Writers Guild of America | Writers Guild of America |
| Ano                      | Filme                    | Resultado                | Prêmio                   | Categoria                |
| ------------------------ | ------------------------ | ------------------------ | ------------------------ | ------------------------ |
| 1977                     | Rocky                    | Nomeado                  | WGA Award                | Melhor drama escrito     |